# Jon Wozencroft
Jon Wozencroft, né le 1er juin 1958 à Epsom, Royaume-Uni, est un graphiste, écrivain et enseignant britannique.

## Carrière
Wozencroft a étudié au London College of Printing (maintenant London College of Communication).
En 1981, il a fondé Touch, une entreprise multimédia indépendante qui a produit des magazines multimédia et des disques. Wozencroft a produit les visuels de nombreux disques sur Touch, ainsi qu'occasionnellement pour Mute Records, 4AD, Piano Records, Sub Rosa...
Il a aidé à la fondation du "Brody Studio" en 1987 et, en 1988, Wozencroft a écrit une monographie sur son collègue Neville Brody, The Graphic Language of Neville Brody. Il a été commissaire de l'exposition du même nom qui s'est tenue au Victoria and Albert Museum en 1988 et au centre commercial Parco à Tokyo en 1990. Wozencroft et Brody fondent alors FUSE, un forum sur « l'impact des médias digitaux sur la typographie et la communication visuelle » et un magazine expérimental de graphisme et de typographie, dont, en collaboration avec FSI FontShop International, 18 éditions ont été publiées entre 1990 et 2000. En 1994, 1995 et 1998, Wozencroft a organisé le programme des trois "Fuse Conferences" de Londres, Berlin et San Francisco.
Il a travaillé comme photographe et designer graphique pour des publications comme Fax Art, Sampler, G1, Merz, Emigré, Beyond et a coédité le magazine Vagabond avec Jon Savage en 1992.
Jon Wozencroft est aussi enseignant : il a été lecteur au Central Saint Martins College of Art and Design et au Royal College of Art, à Londres. En 1994, il a été engagé comme tuteur et maître assistant en MA Interactive Multimedia au Royal College of Art, il y est actuellement Senior Tutor au Communication Art and Design Department.